# Михайло Казимир Радзивілл (1625)
Михайло Казимир Радзивілл (лит. Mykolas Kazimieras Radvila, пол. Michał Kazimierz Radziwiłł; 26 жовтня 1625 / 1635 — 14 листопада 1680) — князь з роду Радзивіллів, польний гетьман литовський. Ординат Несвізький, Олицький.

## Життєпис
Син великого литовського маршалка Александра Людвіка Радзивілла і його дружини Теклі з Волловичів. Після смерті мами (22 лютого 1637) виховувався в Кобрині під опікою бабці Ельжбети з Ґославських Воллович. Близько 1644 опіку взяв батько, який віддав для навчання у школах Несвіжа. Одним з вчителів після прибуття до Польщі був лотаринжець Францішек Месґньєн-Меніньскі, який навчав його італійської, французької, сам вивчав при цьому польську; у 1649 р. присвятив М. К.Р-лу підручник польської мови. У 1648 почав публічне життя; в жовтні разом з батьком прибув до Варшави, брав участь в елекційному сеймі, віддав голос разом з представниками Троцького воєводства за Яна II Казімєжа. У 1654 став ординатом Несвіжу.
Від початку липня 1662 перебував біля короля у Львові. Його діяльність ускладнював Є. С. Любомірскі. Після отримання інформації про вбивство В. Ґосєвского почав домагатись посади польного гетьмана литовського для Богуслава Радзивілла. Перебував у місті до липня 1663 р. (після закінчення резидування короля в січні 1663 р.).
У 1675 р. його литовське військо напало на Паволоцький полк, захопило його, після цього полк було скасовано і приєднано до Київського воєводства Речі Посполитої.
1679 р. був висланий з дипмісією до Цісарства, Речі Посполитої Венеції, Папи. Від кінця травня 1680 перебував у Римі, 4 серпня відбувся урочистий в'їзд до міста, потім від імені короля Яна III склав послух Папі. Вартість витрат під час подорожі — 600000 злотих. Помер під час зворотної дороги, був тимчасово похований в костелі францісканців Болоньї, його документи та коштовності були в уряді міста. На початку 1681 р. тіло було перевезене і поховане в костелі єзуїтів Несвіжа.
Посади:
- стольник литовський (з 1652 р.)
- крайчий литовський (з 1653 р.)
- підчаший литовський (з 1656 р.)
- каштелян віленський (з 1661 р.),
- воєвода віленський (з 1667 р.),
- підканцлер литовський (з 1668 р.), після смерті Олександра Нарушевича
- польний гетьман литовський.

Був старостою міст, містечок та староств: Тельше, Упите, Ліда, Гомель, Кричів, Пропойськ — у ВКЛ; Перемишль, Члухів, Кам'янець, Хойніце, Рабштин, Хотин, Гульбин — в Польщі.
- У періоді між 2 травня і 18 липня 1661 р. був маршалком ординарного сейму, що проходив у Варшаві.
- У 1673 р. брав участь в битві під Хотином, в якій коронне військо розгромило турецьку армію.

## Приватне життя
Міхал Казимир був завзятим католиком, вивчав догмати релігії. Мав схильність до наук, захоплювався алхімією. Був одружений (передшлюбний контракт, Дубно, 13 червня 1658 року; шлюб — 7 липня, Старе Село; 14 липня — весілля, Львів) з Катажиною Собеською (7.1.1634 — 29.9.1694) — сестрою короля Яна III Собеського. Діти:
- Микола Франтішек (5.11.1659 — 9.11.1672); у 1671 батько переписав йому Кам'янецьке староство
- Богуслав Кшиштоф (16.1.1662 − 1675, Лейден[7]) — змалку хворів, мав бути духівником[5]
- Єжи Юзеф (1668–1689 рр.) — ординат несвізький, воєвода троцький.
- Кароль Станіслав (1669–1719 рр.) — ординат несвізький, великий канцлер литовський.
- Текля Аделаїда
- Ян
- Людвіг.

Неприязно ставився до своїх двоюрідних братів Януша Радзивілла та Богуслава Радзивілла за те, що ті підтримували шведів під час Шведського потопу.